# Boys (téléfilm)
Pour les articles homonymes, voir Boys.
Pour plus de détails, voir Fiche technique et Distribution.
Boys (Jongens) est un téléfilm néerlandais réalisé par Mischa Kamp et sorti en 2014.

## Synopsis
Membre d'un club d’athlétisme, Sieger, jeune sportif de 17 ans sélectionné parmi quatre autres garçons, s’entraine dans le but de participer à un championnat national de relai au cours de l’été. C’est alors qu’il sympathise avec Marc, un autre relayeur. Va naitre alors une grande amitié entre les deux jeunes adolescents bien plus forte qu’une simple complicité.

## Fiche technique
- Titre : Boys
- Titre original : Jongens
- Réalisation : Mischa Kamp
- Scénario : Jaap-Peter Enderle et Chris Westendrop
- Photographie : Melle van Essen
- Montage : Katarina Turler
- Musique : Rutger Reinders
- Producteur : Pieter Kuijpers, Iris Otten et Sander van Meurs
  - Coproducteur : Marina Block
  - Producteur exécutif : Marlies van Ree
- Société de production : Pupkin Film
- Distributeur : KMBO et Salzgeber & Company Medien
- Pays d'origine :  Pays-Bas
- Genre : Drame
- Durée : 78 minutes
- Première diffusion :
  -  Pays-Bas : 9 février 2014
  -  France : 15 juillet 2015 (cinéma)

## Distribution
- Gijs Blom : Sieger
- Ko Zandvliet : Marc
- Jonas Smulders : Eddy
- Ton Kas : Theo
- Stijn Taverne : Stef
- Myron Wouts : Tom
- Ferdi Stofmeel : Entraineur
- Lotte Razoux Schultz : Jessica
- Rachelle Verdel